# Dekkán-trapp

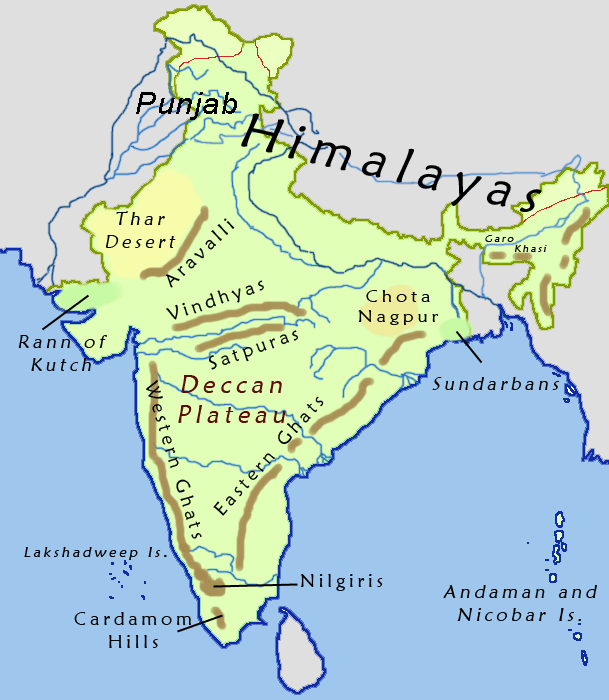
India hegyvidékei

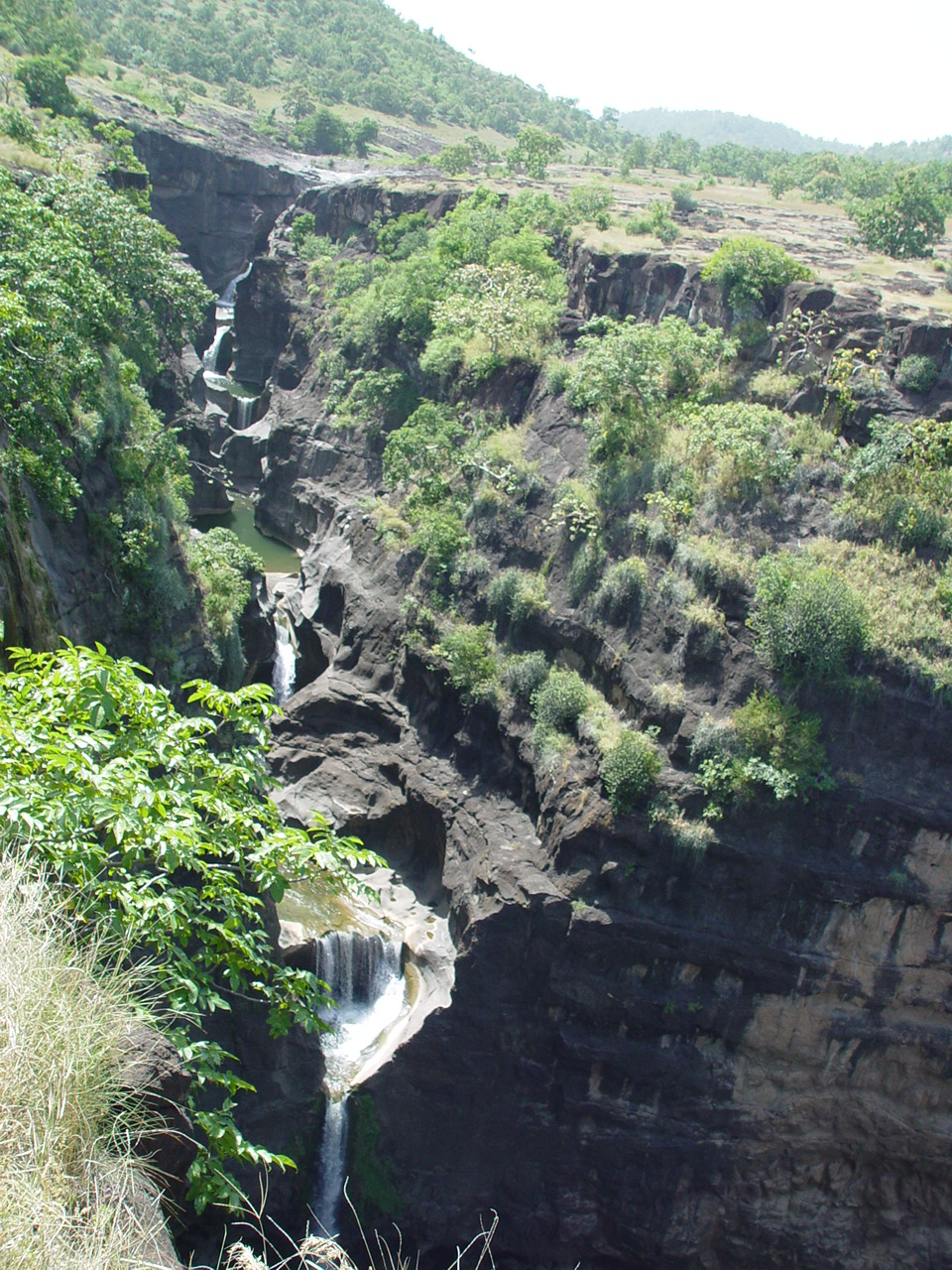
A Dekkán-trapp Adzsanta mellett

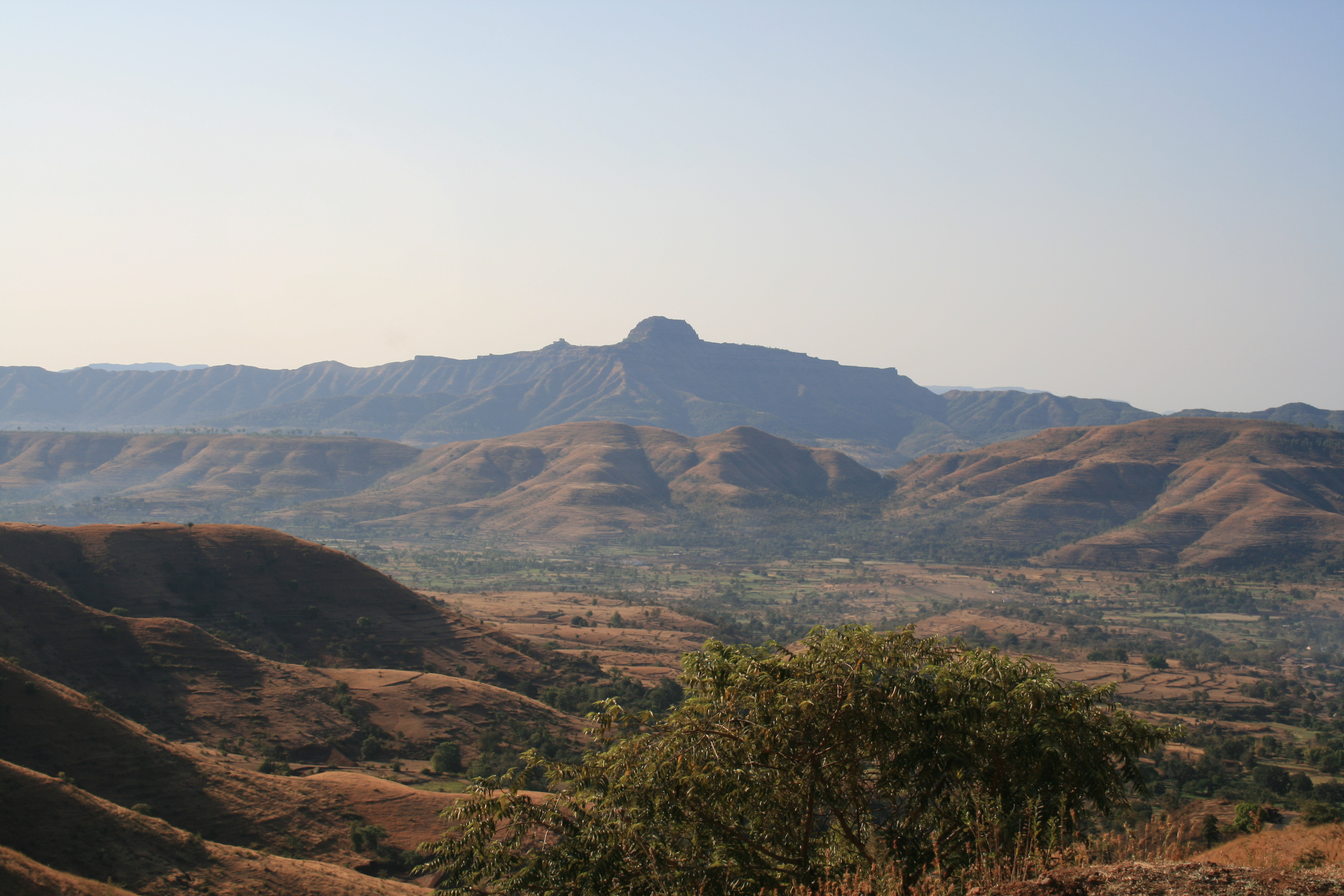
A Dekkán-trapp Pune közelében

A Dekkán-trapp vagy Dekkán-plató egy nagy méretű magmás régió a közép-nyugat indiai, Dekkán-fennsíkon, amely az egyik legnagyobb vulkanikus terület a Földön. Több megszilárdult vulkáni bazaltkiömlés rétegződésével keletkezett, melyek együtt több mint 2 000 méter vastagon fednek le egy 500 000 km²-es területet. A trapp a svéd trappa szóból származik, ami a felszín lépcsőzetes alakjára utal, és a 18. század végétől kezdték használni az ilyen formációkra.

## Történet
A Dekkán-trapp 60–68 millió évvel ezelőtt jött létre, a kréta időszak végén. A vulkánkitörések közül a legtöbb, amelyek létrehozták, a Nyugati-Ghatok mellett (Mumbai közelében) 66 millió éve történt. Ez a kitöréssorozat kevesebb, mint 30 000 évig tartott, a teljes vulkanizmus mintegy félmillió évig tartott. A folyamat során felszabaduló gázoknak az evolúciós katasztrófaelméletek egy része szerint szerepük volt a dinoszauruszok kihalását okozó kréta–tercier kihalási esemény bekövetkezésében.
Mielőtt a Dekkán-trapp régió a talajerózió és a kontinensvándorlás hatására a jelenlegi méretére csökkent volna, a lávafolyamokkal borított terület a becslés szerint elérte az 1,5 millió km²-t, a mai India méretének felét. A jelenleg közvetlenül megfigyelhető lávafolyamok 512 000 km²-t borítanak be.
A trapp kialakulása során felszabadult vulkanikus gázok általános vélekedés szerint közreműködtek az erőteljes globális felmelegedésben. Egyes adatok arra utalnak, hogy az átlaghőmérséklet 8 °C-kal emelkedett a Chicxulub-becsapódás előtti utolsó fél millió évben. Ezek a vélekedések azonban nem számolnak azzal, hogy a csendesen kiömlő, hígan folyó ultrabázikus és bázikus lávák illóanyagaikat nem szórják ki a légkörbe, hanem magukba zárják azokat. Ezen kívül a mai pajzsvulkánokhoz hasonlóan robbanásmentes kitöréseik voltak, amelyek sem port, törmeléket, sem gázokat nem juttattak számottevő mértékben a levegőbe.

## Vegyi összetétel
A Dekkán-trapp láváját legalább 95%-ban tholeiites bazaltok alkotják, azonban más kőzetek is találhatók benne:
- Alkáli bazaltok
- Nefelinitek
- Lamprofirek
- Karbonátitok

Az északnyugat-indiai Kutchban és a Dekkán nyugati részén xenolittakarók jelenlétét jegyezték fel.

## Fosszíliák
A Dekkán-trapp híres a bazalttakarók közti csontmedrekben található fosszíliákról. A leletek felfelé haladva egyre csökkenő mezozoikumi faunát tartalmaznak.
A felső rétegekből főként jól ismert fajok maradványai kerültek elő, például az eocén időszakban élt Oxyglossus pusillus és a fogas Indobatrachus, mely az ausztrál bufonidákhoz kötődik.

## Kialakulási elméletek
A platóbazaltok eredete és a forrópontos vulkanizmus kialakulása önmagában is vitatott geológiai folyamat. A legelterjedtebb feltételezés szerint a Dekkán-trapp kitörései mély köpenydiapírhoz (plume) kapcsolódnak.Sablon:RefhelyPálfy 2000 Más elképzelések szerint a forrópontos vulkanizmus éppúgy a felszakadó kéreghez köthető, mint az óceánközépi hátságoké. Az érvelés szerint a forrópontok szinte mindig két ismert plató között találhatók. A Dekkán forrópontja esetében a Seycelle-plató és a Dekkán-plató a kétoldali maradvány. A forrópont ugyan a Dekkánnal együtt vándorolt, nem maradt a lemezek közti peremen, de így is annak nyugati oldalán található, ahol egykor érintkezett a Seychelle-szigetekkel.
A hosszú időn át tartó kitörések területe, a Réunion hotspot részben a kitörésekért felelős, részben pedig a hasadékért, ami egy időben elválasztotta a Seychelles-platót Indiától. Az indiai és afrikai lemezek közötti határnál levő tengeraljzati szóródás észak felé tolta Indiát a feláramlás fölé, ami ma a Réunion-sziget alatt található az Indiai-óceánban, Indiától délnyugatra. A köpenydiapír-modell azonban vitatott.

### Kapcsolat a Siva-kráterrel
Nemrégiben egy feltételezett nagy becsapódási kráterről számoltak be, amely India nyugati partjánál, a tengeraljzaton található. A Siva-kráternek elnevezett képződmény 65 millió évvel ezelőtt, a K-T határnál keletkezett. A kutatók azt feltételezik, hogy talán a becsapódás szerepet játszott a Dekkán-trapp kialakulásában, és India észak felé tolódásában a harmadidőszak során. Mindazonáltal a geológusközösségben nincs egyhangú vélemény a képződmény becsapódási eredetére vonatkozóan. Emellett a keletkezési ideje a Dekkán-trapp becsült kialakulási időszakának közepére esik.

## A formáció hatása az életre
Mivel a vulkanikus gázok nagy mértékű klímaváltozást eredményeztek, úgy tűnik, hogy a formáció okozta a legnagyobb megpróbáltatást az adott időszak élő szervezetei számára. Ahogy a londoni Természetrajzi Múzeumban dolgozó Dr. Norman Macleod, rámutatott „Katasztrofális hatásokról beszélünk az élőhelyváltozások, a csapadékmennyiség változásai és a klímaváltozások tekintetében, melyek erőssége sokszorosan, több nagyságrenddel meghaladta azon változásokét, amelyek a mai világban is folyamatban vannak.” Míg a fosszilis rekord dinoszauruszokhoz tartozó része jelenleg nehezen értelmezhető, más életformák jóval meggyőzőbb bizonyítékkal szolgálnak, ahogy Macleod fogalmaz „Hat millió évvel a K-T határ előtt körülbelül húsz ammoniteszfaj élt a világ óceánjaiban. Három millió évvel később már csak nagyjából tizenöt volt, egy millió évvel a K-T határ előtt pedig már a fajok fele sem létezett, melyek közül kevesebb, mint tíz maradt fenn, tehát a kihalási esemény már évmilliókkal korábban megkezdődött. A legérdekesebb az, hogy ugyanez figyelhető meg a halak esetében, a hüllők esetében és az emlősök esetében is. Ezek a csoportok egy évmilliókon át tartó kihaláson mentek keresztül, így igazán meglepő lenne, ha a dinoszauruszokkal nem ugyanez történt volna, és szerintem épp egy ilyen hosszú ideig tartó kihalást szenvedtek el.”. Sok tudós feltételezi azt, hogy a trapp vulkanikus képződményei által okozott klímaváltozást a dinoszauruszok már nem érték meg, ehelyett a Chicxulub-krátert kialakító aszteroida becsapódása (mely egy napfényt elzáró porfelhőt létrehozva számos növény kipusztulását okozta) sodorta a kihalás szélére mindannyiukat.
A kihalás folyamatosságát, a határt megelőző voltát a fosszilis rekord is alátámasztja, a vulkanikus klímaváltozás teóriáját azonban nem erősítik meg a platóbazaltok képződésének ma ismert folyamatai, a nyugodt, kitörésnek alig nevezhető vulkáni működés, a híg lávák folyása, a kevés kibocsátott törmelék és gáz.

## Fordítás
- Ez a szócikk részben vagy egészben  a   Deccan Traps című angol Wikipédia-szócikk ezen változatának fordításán alapul.  Az eredeti cikk szerkesztőit annak laptörténete sorolja fel. Ez a jelzés csupán a megfogalmazás eredetét és a szerzői jogokat jelzi, nem szolgál a cikkben szereplő információk forrásmegjelöléseként.